# Дорофей Короткевич
Митрополит Дорофей Короткевич (*1676 — †3 червня 1718) — український релігійний діяч доби Гетьманщини. Єпископ Відомства православного сповідання Російської імперії, митрополит Смоленський і Дорогобужський.

## Біографія
Вищу освіту здобув у Києво-Могилянській академії, після закінчення якої став ченцем Київського Михайлівського Золотоверхого монастиря. У травні 1702 примусово емігрував до Москви разом з двома іншими викладачами Києво-Могилянської академії. Протягом 8 років викладав в Московській слов'яно-греко-латинської академії.
З 1710 році — архімандрит Московського Симонова монастиря.
У 1712 році хіротинізований в єпископа Смоленського і Дорогобужского з возведенням у сан митрополита.
У Смоленській єпархії він залишив про себе побожну пам'ять, його шанували за праведне богоугодне життя. Він шанувався жителями як поборник Православ'я. Його зусиллями відновилося будівництво Успенського собору.
Саме за його ініціативою у 1714–1715 рр. створено Смоленську семінарію. Всіляко сприяв її діяльності, постійно залучав найкращих викладачів з Києво-Могилянської академії.
У 1714 році до його відання був відданий Хрестовоздвиженський Бізюков монастир, але в 1717 році митрополит від цього управління відмовився.
Помер 3 червня 1718. Похований в кам'яній каплиці Смоленського Свято-Троїцького монастиря.